# Tararua
Tararua is een geslacht van spinnen uit de  familie van de Agelenidae (trechterspinnen).

## Soorten
- Tararua celeripes (Urquhart, 1891)
- Tararua clara Forster & Wilton, 1973
- Tararua diversa Forster & Wilton, 1973
- Tararua foordi Forster & Wilton, 1973
- Tararua puna Forster & Wilton, 1973
- Tararua ratuma Forster & Wilton, 1973
- Tararua versuta Forster & Wilton, 1973